# 스타워즈의 기술
다음은 스타워즈에 등장하는 기술에 대한 설명이다.

## 개념
- 포스
- 미디클로리언
- 라이트세이버 검식

## 무기
- 라이트세이버
- 블래스터
- 일렉트로 스태프
- 스타워즈의 슈퍼무기들

## 전투선
- 밀레니엄 팰콘
- 스타파이터
- X-윙
- Y-윙
- A-윙
- B-윙
- 타이 파이터
- 트라이 파이터
- 공화국 건쉽

## 함선
- 스타 디스트로이어
- 몬 칼라마리 스타 크루저

## 지상 병기
- AT-ST
- AT-AT

## 이동 수단
- 랜드스피더
- 샌드 크롤러

## 드로이드
- R2-D2
- C-3PO
- BB-8
- 배틀 드로이드
- 드로이데카